# 金應相
金應相（김철진，1930年—2003年2月），北韓政治家，官至朝鮮勞動黨中央委員會候補委員、建築工業部長和最高人民會議代議員。

## 生平
金應相的出生地不大清楚，資料記載是在朝鮮半島以外的地方，後來於日本中央大學畢業。1961年，已經來到北韓的他成為黨中央候補委員。翌年，他在最高人民會議選舉中當選為代議員。此後，他五度當選此職。1965年，他被委任為建築工業部長。3年後，出任內閣事務局局長。1977年，獲委任為國家建設委員長。
1980年，金應相成為朝鮮建築家同盟中央委員會委員長，並再被選為黨中央候補委員。1990年，他留任國家建設委員長。1994年，時任最高領導人金日成離世，金應相被繼任人金正日列為治喪委員會的成員之一。翌年，國防委員會副委員長吳振宇病逝，金應相被選為其治喪委員會的委員。
1997年2月，金應相出席平壤城市設計事務所成立50周年的活動後沒有其消息。2003年2月去世，原因不明。

## 資料來源
1. 1 2 3 4 5  .   [2014-02-06]. （原始内容存档于2014-02-22）.
2. 1 2 3 4  .   [2014-02-06]. （原始内容存档于2014-03-04）.